# كايلي جينر
كايلي جينر (بالإنجليزية: Kylie Jenner)؛ (10 أغسطس 1997)، شخصية إعلامية أمريكية وعارضة أزياء وسيدة أعمال. أمريكية.

## حياتها
ولدت في كالاباساس، لوس أنجليس، كاليفورنيا وهي الابنة الثانية من وليام بروس جينر وكريستين «كريس» ماري جينر (من مواليد 1955؛ كارداشيان سابقًا، نيي هوتون). لديها شقيقة أكبر سنًا، كيندال (من مواليد 1995). لديها ثلاثة أخوات غير شقيقات من زوج والدتها السابق وهن:
كورتني كارداشيان(ولدت في 1979)،كيم كردشيان(من مواليد 1980) وكلوي كارداشيان(مواليد 1984)، وأخ غير شقيق روبرت آرثر «روب» كارداشيان (ولد 1987). من والدها لديها ثلاثة اخوة غير أشقاء كبار: بيرتون وليام «بيرت» (ولد 1978)، براندون تومسون (من مواليد 1981)، وسام برودي (من مواليد 1983)، وأخت كايسي جينر (من مواليد 1980).
كانت جينر مشجعة في مدرسة (بالإنجليزية: Sierra Canyon School) ولكنها أصبحت تدرس في منزلهم سمبول وخرج في سبتمبر 2012.

## السيرة المهنية
بدأت حياتها كعارضة أزياء مع خط سيرز "Crush Your Style". وقامت بالتقاط الصور مع مجلة OK!, كانت جينر على غلاف مجلة Teen Vogue مع شقيقتها كندال. وقد ظهرت أيضًا على غلاف مجلة Seventeen في سبتمبر أيلول «العودة إلى المدرسة جنبا إلى جنب» مع شقيقتها الأكبر سنًا كيندال.
الحياة الشخصية
في 2012 تعاونت مع شركة باك سن للملابس مع اختها كيندل وأنشأتا تصميمات خاصة بهما تدعى (كيندل وكايلي).
أعمال فنية وظهور تلفزيوني
| السنة | العنوان                           | ملاحظات                         |
| ----- | --------------------------------- | ------------------------------- |
| 2007  | Keeping Up with the Kardashians   | تلفزيون الواقع                  |
| 2008  | E! True Hollywood Story           | وثائقي؛ الحلقة: "ال كارديشيانز" |
| 2010  | Kourtney and Khloé Take Miami     | تلفزيون الواقع                  |
| 2012  | America's Next Top Model Cycle 18 | الحلقة: "كريس جينر"             |
| 2012  | Oprah's Next Chapter              | تلفزيون الواقع                  |
| 2014  | ريديكيولاسنيس                     | حلقة" كيندل وكايلي جينر"        |

## روابط خارجية
- كايلي جينر على موقع IMDb (الإنجليزية)
- كايلي جينر على موقع ميوزك برينز (الإنجليزية)
- كايلي جينر على موقع ديسكوغز (الإنجليزية)
- كايلي جينر على موقع قاعدة بيانات الفيلم (الإنجليزية)